# HV Victoria
Hockey Vereniging Victoria (Latijn: Overwinning), opgericht 22 september 1899, is de oudste hockeyclub van Rotterdam en een van de vier oudste hockeyclubs van Nederland. De vrouwen (Dames 1) komen uit in de Promotieklasse, net als de mannen (Heren 1).

## Geschiedenis
Op 17 november 1881 werd RC & VV Victoria opgericht en er werd meegedaan om het Nederlands kampioenschap voetbal, omdat in die begintijd slechts clubs uit West-Nederland meededen om het landskampioenschap voetbal. In de tweede helft van de jaren 90 van de 19e eeuw richtte de club haar visie steeds meer op het veldhockey. In het najaar van 1899 werd er een demonstratiewedstrijd gespeeld tussen de Haagsche- en de Haarlemsche Hockey & Bandy Club. Uiteindelijk werd in diezelfde week de hockeyclub opgericht en werd het voetbal losgelaten. Alleen de hockeyclubs Amsterdam (1892), Bloemendaal (1895) en DSHC (1898) zijn ouder.
De hockeyclub deed in het seizoen 1899/00 meteen mee om het landskampioenschap hockey. Deze heeft de club ondanks haar zeer vroege bestaan nooit gewonnen. Voortdurend moest het haar meerdere erkennen in clubs uit de regio Den Haag en Noord-Holland. Vanwege deze lange geschiedenis en de status op hockeygebied in sportieve zin werd Victoria decennialang gezien als "dé hockeyclub van Rotterdam". Vanaf de tweede helft van de jaren 90 begon een andere hockeyclub uit de stad HC Rotterdam Victoria te overschaduwen en deze status over te nemen. Een andere grote concurrent in de stad is het op steenworp afstand gelegen RHV Leonidas.

### Fusies
De club overleefde de twee wereldoorlogen, waarna op 15 januari 1946 een fusie werd aangegaan met Gaudio Exercete of Gymnasium Erasmianum, een Rotterdamse hockey- en tennisclub die in 1936 was opgericht. Drie jaar later werden nog eens vier sportverenigingen aan Victoria toegevoegd: Anglo Dutch Lawn Tennis Club (1895), Tennisclub Nuova (1928), Tennisclub Kralingen (1928) en Veteranen Voetbalclub Kralingen (1933). Begin jaren 80 gaf de vereniging Squash Rackets Rotterdam zich over aan Victoria, waardoor squash als aparte tak van sport aan de club werd toegevoegd. Deze squashvereniging draagt de naam Victoria Squash Rotterdam.

### Accommodatie
De vereniging telt drie water-, een semi-water- en één zandingestrooide kunstgrasveld. Ze is sinds 1950 gevestigd aan de Kralingseweg 226 in de Rotterdamse deelgemeente Kralingen. Het terrein ligt ingeklemd tussen de A16, het Kralingse Bos en de Golfclub Kralingen, die te boek staat als de laagst gelegen golfbaan ter wereld op 7 meter beneden NAP. Naast hockey heeft Victoria door de fusies uit het verleden ook een tennis- en een squashafdeling. Verder heeft de club de beschikking over een eigen indoorhal voor zaalhockey.
Op 11 oktober 1981 nam Victoria haar eerste kunstgrasveld in gebruik. Het terrein werd in de periode 1988-1990 ingrijpend veranderd vanwege de aanleg van de 2e van Brienenoordbrug.

## Heren
De mannen (Heren 1) kwamen van 1990 tot 1992 en in het seizoen 1993/94 uit in de Hoofdklasse. De laatste keer dat de mannen uitkwamen in de Hoofdklasse was in het seizoen 1995/96, toen de club met zes punten als hekkensluiter degradeerde. Sindsdien speelt de club onafgebroken in de Overgangsklasse. In 2004 werden de play offs voor promotie bereikt, maar werd Victoria in de eerste ronde uitgeschakeld door HC Eindhoven. Het herenteam kwam in de zomer van 2005 negatief in het nieuws, toen de pas aangestelde hoofdcoach, oud-international Paul Litjens, na een paar weken een motie van wantrouwen ontving van zowel zijn beoogde assistent Paul de Rijke als van een deel van de spelersgroep van Heren 1. Daarop trok Litjens zijn conclusies en vertrok hij nog voordat het seizoen begonnen was. In 2008 werd dankzij een tweede plaats in de Overgangsklasse A wederom de play offs behaald. Ook ditmaal verloor de club in de eerste ronde, van Schaerweijde. Het jaar eindigde beter voor Victoria, toen de mannen kampioen werden van de Overgangsklasse B met een punt voorsprong op HDM en Voordaan. De heren verspeelden directe promotie door te verliezen van de kampioen uit poule A, Hurley. In de herkansing moest de club spelen tegen een Hoofdklasser uit Amsterdam: Pinoké. Thuis verloor Victoria met 2-7. In de uitwedstrijd in het Amsterdamse Bos hield Victoria stand (2-2) en sloegen de Rotterdammers toe tijdens de strafballen. Toch won Pinoké in Rotterdam met 0-2 en verspeelde Victoria opnieuw een kans op promotie.
In seizoen 2015/2016 werden de play-offs gehaald na een tweede plaats in de Overgangsklasse B. De wedstrijden voor promotie naar de Hoofdklasse werden verloren van HC Tilburg met 3-7 en 3-1.
Van 2000 tot 2004 en van 2007 tot 2011 stond de ploeg onder leiding van oud-international en oud-speler van de club, Frank-Jan van Waveren. In het seizoen 2011/12 werd Ronald Hugers de trainer/coach van het eerste herenteam. Na vijf seizoen onder leiding van Hugers werd Boudewijn van Eijck in 2016 de hoofdcoach.

## Dames
De vrouwen (Dames 1) werden in 1994 kampioen in de Overgangsklasse en speelden in het seizoen 1994/95 voor het eerst Hoofdklasse. Dit verblijf duurde slechts één seizoen. In 1998 gleden de dames af naar de Eerste klasse, maar in 2001 keerden de dames weer terug op het een na hoogste niveau. In het seizoen 2002/03 werd middels het kampioenschap in Overgangsklasse A promotie afgedwongen naar de hoogste afdeling van de Nederlandse hockeycompetitie, de hoofdklasse. In het eerste jaar werd in de nacompetitie succesvol gevochten om lijfsbehoud en in 2005 behaalden de dames de vijfde plaats, de hoogste rangschikking ooit. In het seizoen 2006/07 kon met slechts één overwinning en vijf gelijke spelen niet voorkomen worden dat de club degradeerde naar de Overgangsklasse. Drie seizoenen achtereen werd Victoria derde in de eindstand van de Overgangsklasse B. In 2011 werd de Overgangsklasse drastisch gewijzigd en plaatsten de dames zich in het najaar voor de Promotiepoule.
Van 2003 tot en met 2007 stonden de vrouwen vier jaar lang onder leiding van oud-speler en ex-international Caroline van Nieuwenhuyze-Leenders. Na de degradatie nam een andere oud-international Marieke van Doorn de taken over. In 2011 vertrok van Doorn en werd Karlijn Petri hoofdcoach, tevens een oud-international en speler van de club.

## (Oud-)internationals van HV Victoria
- Seve van Ass
- Karlijn Petri
- Claire Verhage
- Ron Steens
- Tim Steens
- Fatima Moreira de Melo
- Caroline van Nieuwenhuyze-Leenders
- Wietske de Ruiter
- Eefje Verheijden
- Rolf Peters
- Frank-Jan van Waveren
- Jeroen Zweerts
- Marente Barendsen

## Palmares
- Overgangsklasse
  - Heren: 1990, 1993, 1995, 2009
  - Dames: 1994, 2003
- Landskampioen zaalhockey
  - Dames: 1994